# Marie Brandrup
Wilhelmine Marie Emilie Brandrup (* 27. September 1844 in Bromberg, Posen, Königreich Preußen; † 1907 in Tempelhof bei Berlin) war eine deutsche Schriftstellerin.

## Leben
Der Vater Wilhelm Remus war Rechnungsrat in Bromberg, die Mutter war die geborene Marie Mathilde Hortensie Cardinal von Widder. Der Militärschriftsteller Georg Cardinal von Widdern (* 1841) war wahrscheinlich ein Cousin.
Marie Remus wuchs in Bromberg auf.  Um 1870 veröffentlichte sie eine Novelle in der Bromberger Zeitung. 1872 zog sie nach Berlin, wo sie den Bautechniker Edmund Brandrup (* 1848) kennenlernte, den sie 1873 in Bromberg heiratete. Seitdem lebten sie in Tempelhof bei Berlin.
Marie Brandrup veröffentlichte seit 1873 Novellen und Romane meist bei Albert Goldschmidt, an den sie vom Bromberger Verleger Friedrich Fischer empfohlen worden war.  1907 starb sie in Tempelhof.

## Werke (Auswahl)
Marie Brandrup veröffentlichte mit dem Pseudonym M. Widdern oder  Marie Widdern Romane und Novellen, in denen sie auch öfter das Leben der  Oberschicht in ihrer westpreußischen Heimat kritisch beschrieb.   
- Ein Dornröschen, Goldschmidt, Berlin 1873
- Wandlungen, Goldschmidt, Berlin 1878
- Auf der Rümmingsburg, Goldschmidt, Berlin 1880
- Ebbe und Flut, Goldschmidt, Berlin 1881, 3. Auflage
- Prinzessin Schnee, Berlin, Goldschmidt, 1881
- Am Dieventeich, Goldschmidt, Berlin 1882
- Im Doktorhause, Goldschmidt, Berlin 1883, 2. Auflage
- Altjüngferchens Geburtstag, Goldschmidt, Berlin, 1884, 2. Auflage
- Die Herrin von Rudrichshall, Goldschmidt, Berlin 1887
- Von Generation zu Generation, Goldschmidt, Berlin 1888
- Die Waldkönigin,  Novelle, Goldschmidt, 1888
- Die Sünden der Väter, Novelle, Goldschmidt, Berlin 1890
- Onkel Gerhard, Erzählung, Goldschmidt, Berlin 1891
- Der Arbeit Segen, Novelle, Guben 1892, Schönwandt Berlin
- Im Hause des Präsidenten, Novelle, Goldschmidt, Berlin 1895 Digitalisat
- Die neue Mansell, Goldschmidt, Berlin 1897
- Die Rache eines Hässlichen,  Goldschmidt, Berlin 1898
- Die Familie der Verbannten, 1900